# Batalla de Termes
La batalla de Termes va ser una batalla durant la Primera Guerra Púnica que va tenir lloc el 259 aC prop de Termes d'Hímera, a la costa nord de Sicília. El general cartaginès Hamílcar va sorprendre i derrotar 6.000 soldats de les tropes aliades de Roma.
Separats de la principal força romana de 20.000 homes a causa de desavinences, els aliats van ser atacats i aixafats prop de Termes, on van patir entre 4.000 i 6.000 baixes. A conseqüència d'aquesta batalla, Hamílcar va capturar Enna i Camarina.

## Batalla
Hamílcar va atacar els aliats romans amb tot el seu exèrcit de 50.000 soldats, prenent-los per sorpresa quan es preparaven per salpar. De 4.000 a 6.000 romans van morir en la batalla.